# Nicolas Barnaud
Pour les articles homonymes, voir Barnaud.
Nicolas Barnaud (c. 1539-1604 ?), originaire de Crest dans le Dauphiné, est un médecin, alchimiste paracelsien et pamphlétaire huguenot. Proche  des Monarchomaques Théodore de Bèze et François Hotman, il est l'auteur probable, sous le pseudonyme d'"Eusèbe philadelphe Cosmopolite", du Réveille-matin des François (1574) .
Sa vie itinérante est mal connue, ses écrits permettent de savoir qu'il a voyagé en Espagne, en Angleterre, en Bohême, en Pologne.

Bourgeois de Genève (où il s'est réfugié après les massacres de la Saint-Barthélemy), à partir de 1567, il fréquente le paracelsien Joseph du Chesne et est immatriculé à l'université de Bâle  en 1574-1575. En 1592, il est à Prague où le retrouve son ami Bernard Gilles Penot, période dans laquelle il fait la rencontre du médecin gemmologue Anselme Boece de Boodt (1550-1632).
De 1597 à 1601, (période pendant laquelle il est installé  à Leyde puis comme médecin à Gouda), il publie à Leyde cinq  petits recueils alchimiques. Le premier (Commentariolum in aenigmaticum quoddam epitaphium) contient son interprétation  de l'inscription énigmatique de Bologne  Ælia Lælia Crispis, ainsi que la messe alchimique de Melchior de Sibiu. Le second (Triga Chemica) contient sa traduction en latin du poème Lapide philosophico de Lambspring (dont c'est la première publication imprimée mais sans les illustrations). Dans le Quadriga aurifera il donne des versions latines des œuvres attribuées à l'alchimiste anglais George Ripley. Les deux derniers recueils « valent moins par les textes anonymes, fragmentaires, brefs et obscurs qui y sont édités que par les préfaces et les dédicaces politiques qui en font de véritables libelles de propagande calviniste, alchimique et quasi millénariste ». Tous ces traités seront repris dans le troisième tome de la grande anthologie alchimique du  Theatrum chemicum (1602). Menacé d'excommunication pour socinianisme, il vend sa maison de Crest en 1604, et meurt probablement peu après.

## Postérité
Stendhal rapporte, dans ses "Mémoires d'un touriste", sa rencontre avec un habitant de Pont-en-Royans, possédant un livre de Nicolas Barnaud "né à Crest dans le seizième siècle", publié sous le pseudonyme de "Froumenteau", faisant état d'idées révolutionnaires et anticléricales.

## Œuvres

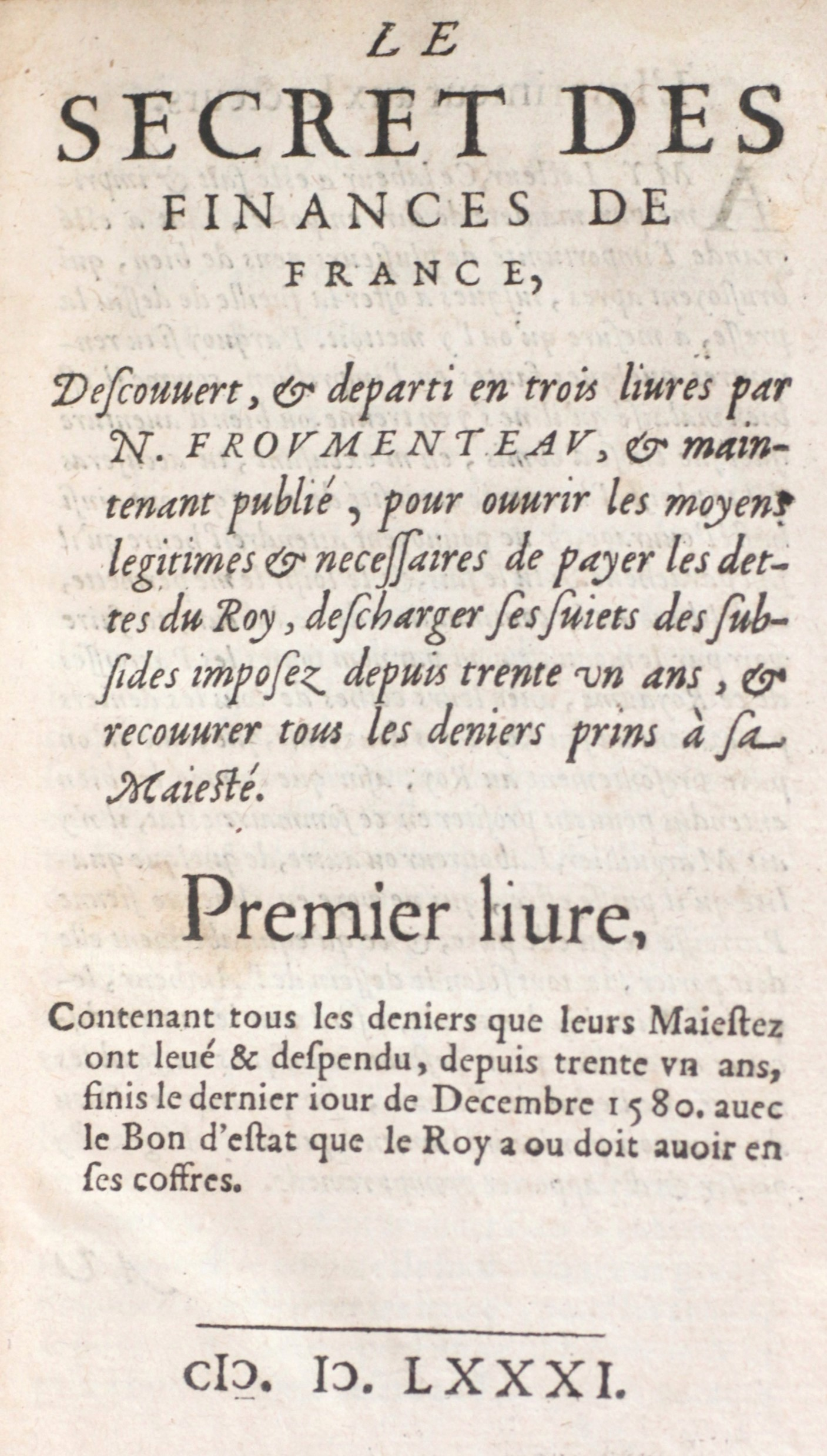
Secret des Finances de France, 1581

- Le Secret des Finances de France, découvert et departi en trois livres, et maintenant publié, pour ouvrir les moyens légitimes et nécessaires de payer les dettes du Roy, descharger ses sujets des subsides imposez depuis trente un ans, et recouvrer tous les deniers prins à Sa Majesté. s.l., 1581, (signé du pseudonyme Nicolas Froumenteau) Le Secret des Finances de France T1 sur Google Livres - Le Secret des Finances de France T2 sur Google Livres - Le Secret des Finances de France T3 sur Google Livres
- Le Cabinet du Roy de France, dans lequel il y a trois Perles précieuses d'inestimable valeur : Par le moyen desquelles sa Majesté s'en va le premier Monarque du monde, & ses sujets du tout soulagez. s.l. s.n. 1582 exemplaire sur le site des Bibliothèques virtuelles humanistes
- Le Miroir des Francois, compris en trois livres. Contenant l'estat et maniement des affaires de France, tant de la justice, que de la police, avec le règlement requis par les trois Estats pour la pacification des troubles, abolition des excessives tailles, & gabelles : dons gratuits & cha&ritatifs equipolans à decimes, suppression des supernumeraires officiers, demolition des citadeles, restauration des universitez, colleges & hospitaux, taux & appreation de vivres, & autres machandises : punition contre les usuriers, tyrans, & rongeurs de peuple. Et généralement tous les secrets qu'on a peu recueillir pour l'embellissement, & enrichissement du Royaume, & soulagement du public. Le tout mis en Dialogues par Nicolas De Montand. À la Royne regnante. s.l. 1582 exemplaire sur le site des Bibliothèques virtuelles humaniste
- Commentariolum in aenigmaticum quoddam epitaphium, Bononiae studiorum, ante multa secula marmoreo lapidi inculptum Leyde : Thomas Basson  (1597) en ligne sur la BUCM
- Triga Chemica : De Lapide Philosophico Tractatus tres  Ex Officina Plantiniana, apud C. Raphelengium, Leyde 1599  Triga Chemica sur Google Livres
- Quadriga aurifera : nunc primùm à Nicolao Barnaudo à crista-arnaudi delphinate gallo philosopho & medico in lucem edita. Ex Officina Plantiniana, apud C. Raphelengium, Leyde 1599 Quadriga aurifera sur Google Livres
- Tractatatus Chemicus, Theosophiæ Palmarium Dictus Anonymi cujusdam Philosophi antiqui nunc primum editus…. Leyde : Thomas Basson  (1601). Tractatus Chemicus sur Google Livres
- De occulta philosophia Leyde : Thomas Basson  (1601) Exemplaire sur Gallica